# Stray (videojuego)
Stray es un juego de aventuras desarrollado por BlueTwelve Studio y publicado por Annapurna Interactive. La historia se centra en un gato callejero que cae en una ciudad amurallada, poblada por robots, máquinas y organismos mutantes, y su viaje para volver a la superficie en compañía de un dron, B-12. El jugador recorre la ciudad saltando entre plataformas, escalando obstáculos e interactuando con el entorno para abrir nuevos caminos. B-12 puede guardar objetos encontrados y hackear dispositivos tecnológicos para resolver puzles. A lo largo del juego, el jugador tiene que escapar de los antagonistas Zurks y Centinelas, los cuales intentan matarlos.
Stray se anunció en el año 2020, siendo uno de los videojuegos más esperados. Se publicó en julio de 2022 para las plataformas Windows, PlayStation 4 y PlayStation 5, en agosto de 2023 para Xbox One y Xbox Series X|S, en diciembre de 2023 para macOS y por último en noviembre de 2024 para Nintendo Switch.

## Jugabilidad
Stray es un juego de aventuras en tercera persona. Tiene elementos de mundo abierto, con un enfoque en la atmósfera, la exploración y el arte. El jugador controla a un gato callejero, el cual es capaz de saltar y escalar plataformas y obstáculos, así como abrir nuevos caminos al interactuar con el entorno, saltando sobre cubos, volcando latas de pintura, haciendo funcionar una máquina expendedora o arañando objetos. Debe resolver acertijos para avanzar en la narrativa y frecuentemente el juego ofrece actividades opcionales típicas de un gato: dormir, maullar, acurrucarse con personajes no jugables, las cuales generan respuestas en el mundo.
El jugador está acompañado por un compañero robot llamado B12, que puede ayudar traduciendo el idioma de los robots, almacenando elementos que se encuentran en toda la ciudad, iluminando las zonas y hackeando dispositivos electrónicos para resolver puzles y abrir nuevos caminos. A lo largo del juego, se pueden encontrar varios fragmentos de la memoria de B12, aportando más contexto a la historia del mundo; la mayoría de estas memorias son opcionales pero otras se desbloquean al progresar en la historia. También hay insignias coleccionables esparcidas en el mundo y que se pueden añadir a la mochila del gato.
El mundo de Stray está poblado por robots, la mayoría de los cuales pueden interactuar con el protagonista, y algunos de ellos pueden guiarlo a nuevas zonas para avanzar en la historia. Algunos robots ofrecen actividades opcionales, como Morusque, que toca canciones a partir de partituras coleccionables en los suburbios. En el juego existen dos tipos de enemigos: los «Zurks», que atacan al jugador en forma de enjambres feroces y pueden devorarlo, generando momentos de persecución intensa; y los centinelas, drones de seguridad que disparan al jugador, para los que es necesario el sigilo. A partir de un punto de la historia, el jugador puede utilizar una herramienta llamada Defluxor, con la que eliminar a los Zurks, aunque su uso se limita a cortos periodos de tiempo antes de que se sobrecargue.

## Desarrollo
Los cofundadores de BlueTwelve Studio, Colas Koola y Vivien Mermet-Guyenet, comenzaron a trabajar en Stray en 2015 ya que querían seguir un proyecto independiente después de trabajar en Ubisoft Montpellier. Crearon y mantuvieron un blog donde informar sobre el avance de su proyecto, conocido inicialmente por el nombre en clave HK_Project. Tras compartir algunas imágenes del juego en Twitter, en abril de 2016, Annapurna Interactive se interesó por el proyecto uniéndose a su desarrollo. Annapurna, la cual no había distribuido ningún juego aún en el momento en el que se firmó el contrato, colaboró en la construcción de BlueTwelve, aportando críticas constructivas ocasionalmente a la vez que dejando amplia libertad creativa a los desarrolladores. En abril de 2017, BlueTwelve confirmó que había financiación para el proyecto, permitiendo ampliar el equipo de desarrolladores hasta siete personas a finales de 2017. Desde el inicio del desarrollo, Koola y Mermet-Guyenet querían mantener un equipo de desarrolladores pequeño, ya que preferían la comunicación directa; un equipo pequeño supuso una extensión del proyecto limitada en el tiempo, centrándose en elementos que considerasen importantes en el desarrollo. Tras mostrar el juego, el equipo quiso centrar en la producción y, una vez el desarrollo estuviese cerca de terminar, comenzar a publicitar el juego; tras la recepción del público, reconocieron una presión añadida por lanzar al mercado una experiencia pulida. El desarrollo tuvo lugar en Montpellier, en el sur de Francia. El juego utiliza Unreal Engine 4 como motor gráfico.

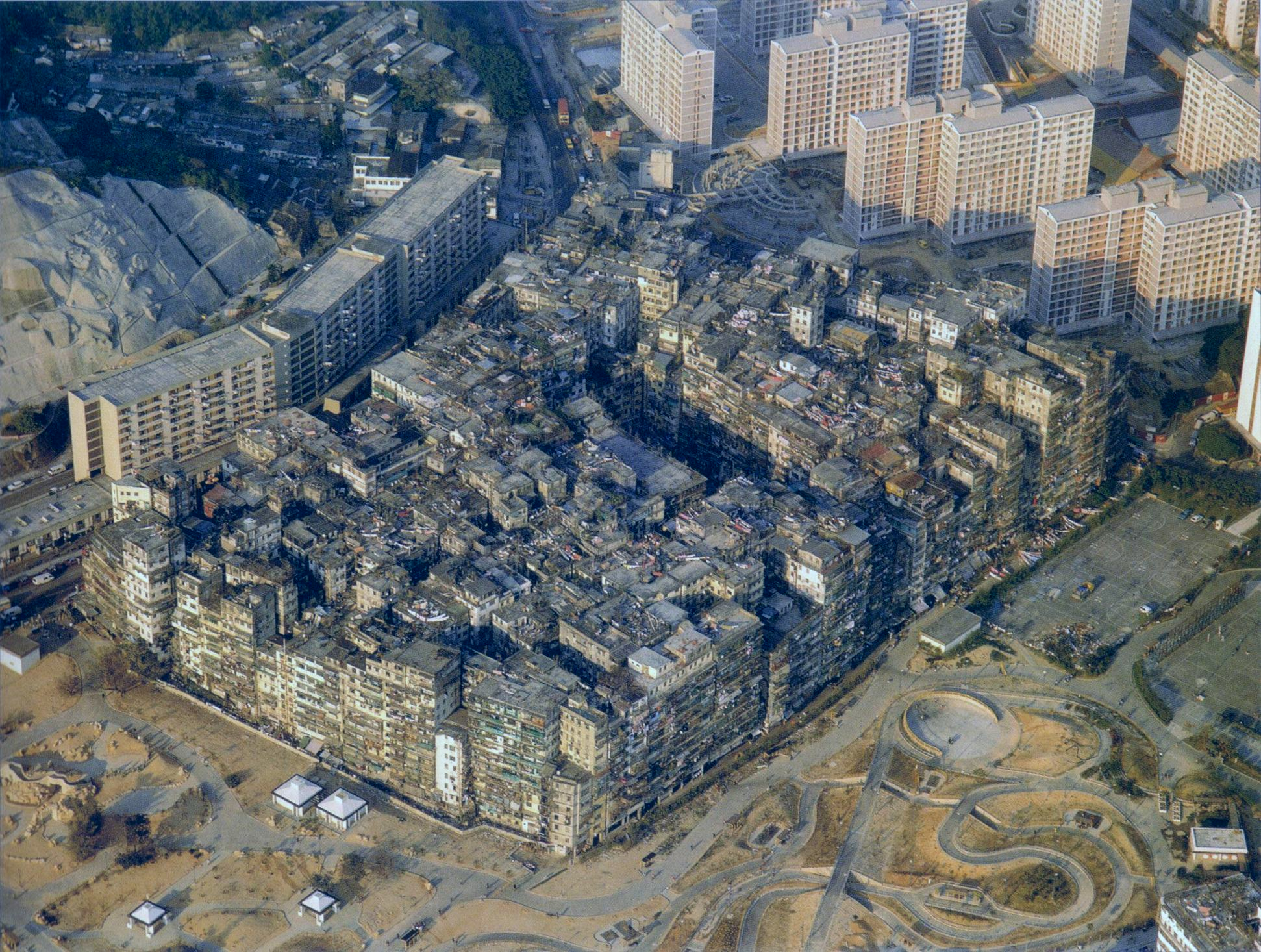
La ciudad amurallada de Kowloon influenció estéticamente a Stray, la cual los desarrolladores calificaron como "el escenario perfecto para un gato".

La estética de Stray está fuertemente influenciada por la ciudad amurallada de Kowloon; en palabras de Koola y Mermet-Guyenet, su interés por esta ciudad surgió por su "construcción orgánica" y por estar "llena de detalles y puntos de vista interesantes"; esto la hacía interesante para ellos como artistas. Diseñaron algunas pruebas gráficas para los escenarios y edificios, comprobando que era "el escenario de juego perfecto para un gato" por las diferentes rutas y puntos de visión. El equipo de desarrollo consideró que el control de un gato implicaba oportunidades interesantes de diseño de niveles, particularmente para el diseño de puzles y secciones de plataformas. El equilibrio entre los escenarios de mundo abierto y el diseño de niveles interesantes supuso retos técnicos y artísticos. Un ejemplo de estos son los elementos que típicamente son decorativos en otros videojuegos, tales como tuberías o máquinas de aire acondicionado, los cuales están diseñados en Stray para ser rutas explorables. La localización de la aldea Antvillage dentro del videojuego permitió al equipo poder experimentar con el diseño de niveles vertical, así como con ofrecer al jugador diferentes rutas de exploración opcionales. El equipo decidió, desde estadios iniciales del desarrollo, evitar secciones de plataformas típicas tras observar a jugadores perder constantemente saltos que no sentían "típicos de un gato"; de acuerdo con Swann Martin-Raget, los movimientos de un gato se sienten más delicados, lo cual generó que el equipo creara el sistema de salto guiado, permitiendo a la vez libertad de decisión para los jugadores. También, el equipo tuvo en consideración que los sonidos y vibraciones del mando DualSense aportaban a una mejor sensación interactiva a la hora de controlar un gato y que un ángulo de cámara bajo generaba una observación del entorno más profunda en vez de un punto de vista más humano.
Los contrastes entre diferentes elementos de Stray fue un factor importante para los desarrolladores, tales como entre un gato "pequeño, orgánico y vívido" y los robots "angulosos y sin pelo". Mermet-Guyenet inicialmente creó personajes no jugables humanos, pero no quedó satisfecho con el resultado y descubrió que los gráficos de alta calidad asociados consumirían demasiado tiempo para un equipo pequeño. Tras experimentar con los robots, los encontraron más fáciles de colocar en las escenas y les gustó el contraste con el gato. La inclusión de los robots también inspiró parte de la historia del juego, y al equipo les pareció adecuado por su fascinación por películas como Blade Runner (1982). El idioma de los robots impreso en diferentes localizaciones del juego fue añadido para hacer sentir a los jugadores que se sentían en una ubicación extranjera; su inclusión también impulsó el desarrollo del trasfondo del mundo de Stray. B-12 fue añadido como acompañante del gato y para añadir nuevas funcionalidades para el jugador al interactuar con dispositivos tecnológicos. Tanto la mochila del gato como B-12 fueron concebidos en estadios tempranos del desarrollo, cuando el juego todavía se llama HK_Project.
Por otra parte, la jugabilidad está inspirada por los gatos de los creadores, Murtaugh y Riggs, y los gatos del propio estudio, Oscar y Jun. Murtaugh, el cual fue encontrado debajo de un coche en Montpellier, fue la principal inspiración para el gato del juego, mientras que Oscar, un gato esfinge, sirvió de referencia para las animaciones. Se investigaron múltiples videos e imágenes de gatos para las animaciones, y colaboraron Miko, el encargado de animación, y Rémi Bismuth, programador, en encontrar un equilibrio entre animaciones suaves y una jugabilidad disfrutable. Muchos miembros del estudio también tienen gatos, por lo que aportaron inspiración y material de referencia. Cuando los gatos de la oficina comenzaron a reaccionar e interactuar con el gato del juego, los miembros del equipo supieron que iban "en la buena dirección". Si bien el juego es una "carta de amor" a los gatos, el equipo evitó que fuese un "simulador de gatos", priorizando una jugabilidad interesante frente un realismo completo. Las consecuencias de las acciones en el juego se añadieron para añadir cierto estrés al jugador; el equipo quería mantener el ritmo de la historia. La escena en la que el jugador puede matar a los Zurks se planteó como una venganza por parte de Koola y Mermet-Guyenet por una invasión de chinches que ellos mismos sufrieron en el estudio. La interfaz del juego se mantuvo minimalista, incluyendo direcciones para guiar al jugador a través del mundo.
Stray fue anunciado el 11 de junio de 2020 en el evento Future of Gaming de PlayStation, lanzándose posteriormente para Microsoft Windows, PlayStation 4 y PlayStation 5. En un tráiler de Sony en el Consumer Electronics Show en enero de 2021, se señaló, en letra pequeña, su lanzamiento en octubre de 2021; Sony luego eliminó dicha fecha del tráiler. En julio de 2021, Annapurna Interactive lanzó un avance del juego que revelaba el lanzamiento para principios de 2022. Un trailer de PlayStation en abril de 2022 reveló que el juego se había retrasado a mitad de año. Durante el State of Play de PlayStation en junio, se anunció la fecha de lanzamiento para el 19 de julio de 2022. En su lanzamiento, el juego estuvo disponible para los miembros Extra, Deluxe y Premium del servicio de PlayStation Plus. Se comercializarán dos versiones físicas diferentes por parte de iam8bit y Skybound Games: la versión estándar de PlayStation 5 el 20 de septiembre de 2022, la cual contiene seis cartas de arte conceptual; y la versión exclusiva para PlayStation 4 y PlayStation 5 en el último cuatrimestre de 2022, con un poster adicional y una insignia. iam8bit también distribuirá un disco de vinilo de la banda sonora original del juego en el primer cuatrimestre de 2023, con una portada creada por Fernando Correa. El 12 de julio comenzaron las reservas de las versiones físicas y el disco de vinilo. Para el lanzamiento del juego, Annapurna Interactive colaboró con diversas organizaciones benéficas para recoger dinero para gatos callejeros.

## Argumento
Mientras un grupo de cuatro gatos callejeros camina por las ruinas de una instalación abandonada, uno se separa de los demás después de perder el equilibrio  al saltar sobre una tubería cayendo en un abismo, encontrándose atrapado en una ciudad subterránea al estilo cyberpunk despoblada de vida humana. El gato pronto se encuentra con un laboratorio donde una inteligencia artificial atrapada en una PC le pide ayuda para transferir su conciencia al cuerpo de un pequeño dron, que se hace llamar B-12. Esté le explica al gato que anteriormente ayudó a un científico, pero gran parte de su memoria estaba corrompida y necesita tiempo para recuperarse. B-12 promete ayudar al minino a regresar a la superficie y lo acompaña más adentro de la ciudad. A medida que exploran la ciudad, la pareja descubre que, aunque la ciudad carece completamente de vida humana, esta se encuentra habitada por robots inteligentes. 
En el tiempo de ausencia de la humanidad, los robots se han vuelto conscientes de sí mismos y han construido su propia sociedad entre las ruinas de la ciudad, pero también están atrapados bajo tierra donde el cielo parece ser resguardado bajo tierra sobre puertas blindadas. Sin embargo, las ruinas también están infestadas de Zurks, criaturas mutantes que han evolucionado para devorar tanto la vida orgánica como a los robots. La pareja conoce a Momo, quien es miembro de los forasteros, un grupo de compañeros robots dedicados a encontrar un camino a la superficie. Momo se encuentra intentando hacer funcionar una televisión con un receptor que le permite rastrear a sus amigos, sin embargo dicho receptor no logra funcionar, no obstante B-12 y el gato encuentran la manera de hacerlo funcionar, asimismo, Momo logra comunicarse con uno de los miembros de los forasteros llamado Zbaltazar quien le da la noticia de que el y los demás miembros del grupo se encuentran bien y saben cómo llegar a la superficie. Sin embargo para reunirse con el grupo nuevamente, el gato, Momo y B-12 tienen que recorrer un largo camino por las alcantarillas. El problema es que estas se encuentran infestadas de Zurks. Un robot llamado Seamus logra escuchar la conversación y se burla de Momo diciéndole que no durará ni un segundo en las alcantarillas. 
Se menciona que el padre de Seamus es también un miembro de los forasteros conocido como Doc. Sin embargo, un día, Doc salió de la ciudad para probar un dispositivo capaz de eliminar a los Zurks y nunca regresó. El gato y B-12 logran encontrar a Doc, quien se ocultaba en un laboratorio distante de los suburbios debido a la amenaza de los Zurks. Doc explica que el arma que diseñó para acabar con dichas amenazas funciona, pero se quedó sin energía y un circuito del dispositivo se averió, dejándolo atrapado en ese lugar por mucho tiempo. El gato y B-12 ayudan a reparar y recargar el arma, colaborando con Doc para regresar a los suburbios, donde tienen un conmovedor encuentro con Seamus. Momo, el gato y B-12 se dirigen a las alcantarillas en busca de los otros miembros de los Forasteros. Sin embargo, encuentran una compuerta que bloquea la entrada, momo decide abrirla tirando de una cadena, permitiendo al gato y a B-12 entrar a las alcantarillas. Momo se queda sujetando la cadena para que la compuerta no se cierre de nuevo, pero les asegura que encontrará la manera de reunirse con ellos más tarde. En su camino, el gato y B-12 enfrentan dificultades debido a numerosos Zurks, pero logran evadirlos y llegan a un asentamiento. Allí, B-12 se queda mirando un mural que le hace recordar que el fue el científico al que había ayudado, y le pide al gato que lo deje solo un momento. Por su parte, el gato explora el lugar y se encuentra con Zbaltazar, quien le ayuda a localizar a Clementine, otra miembro de los Forasteros. El gato y B-12 se dirigen al centro de la ciudad, donde reside Clementine. 
Cuando la encuentran, les revela que está planeando robar una batería atómica para alimentar un tren subterráneo que lleva a la superficie. Sin embargo, el trío es capturado y arrestado por los Centinelas, un grupo de drones que asumen el rol de la policía en la ciudad, pero el gato es capaz de ayudarlos a todos a escapar de la prisión. Clementine se queda atrás para distraer a los Centinelas mientras el gato y B-12 escapan en el metro, lo que los lleva al centro de control de la ciudad. B-12 finalmente recupera todos sus recuerdos y revela que originalmente fue un científico humano quien intentó cargar su propia conciencia en un cuerpo de robot, pero el proceso salió mal hasta que llegó el gato. B-12 también recuerda que la ciudad subterránea, fue construida para proteger a la humanidad de una catástrofe en la superficie, pero una plaga finalmente acabó con toda la población humana. Al darse cuenta de que el legado de la humanidad ahora recae en los robots, B-12 se sacrifica para abrir las puertas blindadas sobre la ciudad, exponiéndola a la luz solar que mata a los Zurks y desactiva a los Centinelas. Finalmente el juego termina con el gato regresando a la superficie buscando a su familia, a su vez que las computadoras que se encuentran en la salida de la ciudad se encienden, dando a entender de que la conciencia de B-12 posiblemente pudiese haber sobrevivido.

## Recepción

### Crítica
Stray recibió críticas "generalmente positivas", obteniendo una calificación de 83/100 tanto para su versión de PlayStation 5 como para la de Windows, según el portal de reseñas Metacritic. En líneas generales, la prensa internacional alabó a Stray por aspectos como el diseño artístico, la ambientación distópica y la exploración de su mundo, así como los controles inmersivos y animaciones detalladas del gato protagonista. También se le ha considerado uno de los mejores lanzamientos de Annapurna Interactive. Múltiples medios han resaltado positivamente las influencias y similitudes de Stray con otros juegos, libros y películas de ciencia ficción y cyberpunk. El diseño y comportamiento de los Zurks son muy similares a los de los Headcrabs de la serie de videojuegos Half-Life, a los enjambres de ratas de A Plague Tale: Innocence o a las chinches en la vida real, y es que, tras sufrir una plaga de chinches con sus propios gatos, parte del personal de BlueTwelve decidió convertir estos parásitos en enemigos recurrentes en Stray. También son claras las influencias de obras cyberpunk como Blade Runner, localizaciones en la vida real como la ciudad amurallada de Kowloon o temas asociados con las protestas de 2019-2020 y la brutalidad policial en la ciudad de Hong Kong. Alexis Ong, periodista de Polygon, señaló que esta última queda patente con el nombre en clave de HK_Project, que recibió Stray en sus fases iniciales de desarrollo. Por otra parte, Sisi Jiang, del medio Kotaku, destacó como la narrativa cyberpunk de Stray cae, como muchas otras obras de ficción similares, en el tecno-orientalismo, género caracterizado por la representación puramente estética de sociedades asiáticas futuristas, asociada con exotismo y peligro, y la deshumanización de personajes asiáticos.
Similares críticas recibió Stray por parte de la prensa de videojuegos hispanohablante. 3DJuegos elogió el juego por su apartado gráfico, la atención dedicada en las animaciones y del comportamiento del gato protagonista, así como la variedad y equilibrio de escenarios y mecánicas, describiéndolo como "un juego con una personalidad única" y "cautivador y entrañable".
IGN España destacó también el diseño artístico y el uso de la iluminación, así como la narrativa del juego a través del diseño de "su mundo subterráneo, sus habitantes y la historia". En palabras de Rafa del Río: "A través de sus escenas, de sus rincones, de los robots y su día a día BlueTwelve permite que seamos nosotros quienes nos contemos a nosotros mismos lo que el juego no nos narra de manera directa"; y definió el juego como "Un trabajo ofrecido desde una perspectiva íntima y personal con un enfoque magistral".
MeriStation también destacó como positivo "el control intuitivo, especialmente a la hora de caminar, esprintar y cambiar de dirección mientras corremos" del protagonista, así como una "dirección artística y ejecución encomiables" por parte de BlueTwelve Studio. La revista lo describió como una "aventura de exploración atmosférica, con toques de plataformas, acción, enigmas y rompecabezas ligeros" y concluyó: "Es una apuesta arriesgada, qué duda cabe, aunque si nos dejamos llevar por su seductora personalidad, descubriremos uno de los títulos más originales y cuidados -a pesar de su origen indie- de este año; que no es poco".
Eurogamer, en cambio, indicó una serie de contrastes entre sus mecánicas, narrativa y diseño artístico. En palabras de Álvaro Arbonés: "hay que admitir que en términos visuales es una delicia. Se ve muy bien, sus animaciones son convincentes y satisfactorias, y su dirección de arte tiene mucha personalidad. Sin embargo, su problema es que su narrativa y su arte chocan frontalmente, ofreciéndonos una experiencia cyberpunk con una estética amable, rozando la dulzura empalagosa, que acaba blanqueando en exceso todo lo que quiere contar.[...] una historia existencialista sobre lo que significa ser humano y el legado que dejamos atrás, no casa bien con la historia de un gatito sin consciencia humana que simplemente quiere volver con su colonia". En cuanto a la exploración, la revista critica que: "Basando el grueso de sus acciones en prompts, pequeños indicadores de que debemos pulsar un botón específico en ese lugar concreto, nunca tenemos un movimiento realmente libre por la ciudad o los escenarios circundantes. Podemos saltar obstáculos, escalar lugares y, como buen gato, escabullirnos por los espacios más absurdamente minúsculos, pero siempre condicionados por lo que nos permite el juego en cada ocasión."
Vandal destacó el "ritmo jugable y argumental lo suficientemente ágil como para percibirse como muy fluido", el "diseño de niveles muy bueno tanto en lo jugable como en lo artístico" y "la representación futurística y postapocalíptica de Kowloon". En contraste, al igual que Eurogamer, criticó negativamente el papel de B12 como intermediario entre el gato protagonista y los robots y su peso en la historia. Según Vandal: "Stray no se percibe como la historia de un gato callejero [...]. Stray es la historia del robot, de B12 y de su pasado. El gato anónimo es tan solo su vehículo para moverse por el mundo. Así, el personaje que manejamos directamente deja de tener una importancia propia. En cierto modo, nosotros somos el robot para B12." También consideró negativo que "en un juego protagonizado por un gato el salto sea contextual".

### Ventas
Stray ya era uno de los juegos más esperados del año 2022, logrando situarse en los primeros puestos de las listas de deseados y de ventas en la plataforma Steam en las semanas previas a su lanzamiento. En su lanzamiento, Stray alcanzó un pico de jugadores simultáneos en Steam superior a los 60 000, superando ampliamente los anteriores récords de otros juegos de Annapurna Interactive, como Twelve Minutes, Journey o Outer Wilds.

### Premios

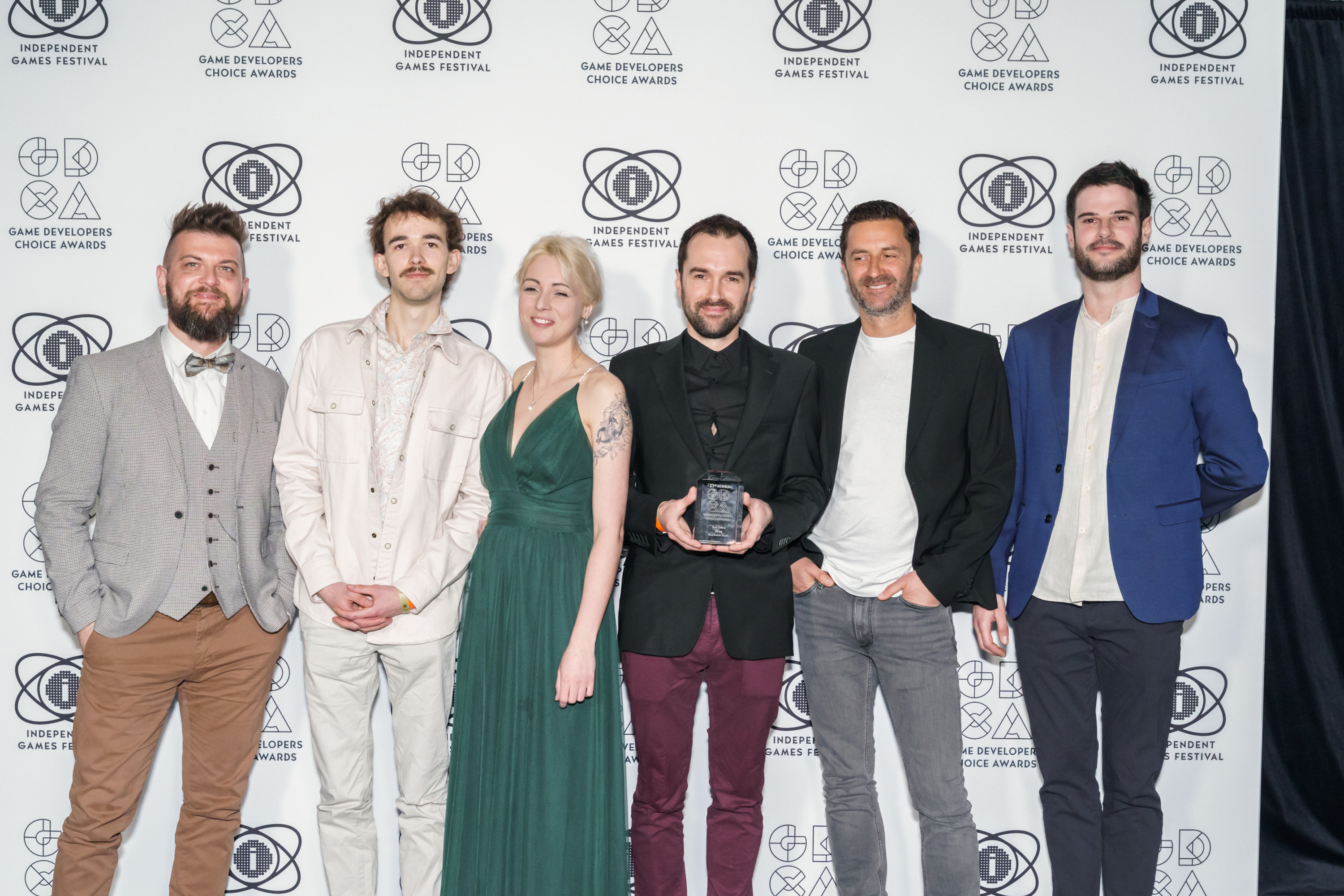
BlueTwelve Studio posando con el premio a mejor debut en la edición de los premios Game Developers Choice Awards de 2023

Stray ganó los premios a "Mejor Juego de PlayStation" de los Premios Golden Joystick y a "Jugabilidad Más Innovadora" de los Steam Awards. En los Game Awards de 2022, también ganó los premios a "Mejor Juego Independiente" y "Mejor Debut de un Juego Independiente", siendo nominado en otras categorías como: "Juego del Año" y "Mejor Dirección de Arte". En los premios de PlayStation Blog, Stray ganó el premio a "Mejor Juego Independiente del Año". También fue nominado para los premios a "Juego del Año", "Juego de Aventuras del Año" y "Logro Extraordinario en Dirección de Arte" de los D.I.C.E. Awards.
Stray ganó el premio a "Mejor Diseño de Audio para un Juego Independiente" en los Game Audio Network Guild Awards, y el "Premio de los Lectores" de Gayming Awards.En la gala de Game Developers Choice Awards, Stray lideró los títulos nominados con seis nominaciones, junto con Elden Ring, incluyendo el premio "Juego del Año", y ganando el de "Mejor Debut". Obtuvo nueve nominaciones en los Premios BAFTA, incluyendo el de "Mejor Juego"; también fue nominado a "Mejor Narrativa" en los Premios Nébula .
| Año  | Premio                        | Categoría                                 | Resultado | Referencia    |
| ---- | ----------------------------- | ----------------------------------------- | --------- | ------------- |
| 2022 | Premios Golden Joystick       | Juego del año de PlayStation              | Ganador   | [ 70 ]        |
| 2022 | The Game Awards               | Mejor juego independiente                 | Ganador   | [ 72 ] [ 73 ] |
| 2022 | The Game Awards               | Mejor debut de juego independiente        | Ganador   | [ 72 ] [ 73 ] |
| 2022 | The Game Awards               | Juego del año                             | Nominado  | [ 72 ] [ 73 ] |
| 2022 | The Game Awards               | Mejor dirección                           | Nominado  | [ 72 ] [ 73 ] |
| 2022 | The Game Awards               | Mejor dirección de arte                   | Nominado  | [ 72 ] [ 73 ] |
| 2022 | The Game Awards               | Mejor juego de acción/aventura            | Nominado  | [ 72 ] [ 73 ] |
| 2023 | The Steam Awards              | Jugabilidad más innovadora                | Ganador   | [ 71 ]        |
| 2023 | The Steam Awards              | Juego del año                             | Nominado  | [ 71 ]        |
| 2023 | Premios BAFTA                 | Mejor juego                               | Nominado  | [ 80 ]        |
| 2023 | Premios BAFTA                 | Mejor animación                           | Nominado  | [ 80 ]        |
| 2023 | Premios BAFTA                 | Mejor audio                               | Nominado  | [ 80 ]        |
| 2023 | Premios BAFTA                 | Mejor debut                               | Nominado  | [ 80 ]        |
| 2023 | Premios BAFTA                 | Mejor música                              | Nominado  | [ 80 ]        |
| 2023 | Premios BAFTA                 | Mejor narrativa                           | Nominado  | [ 80 ]        |
| 2023 | Premios BAFTA                 | Mejor propiedad intelectual               | Nominado  | [ 80 ]        |
| 2023 | Premios BAFTA                 | Logro técnico                             | Nominado  | [ 80 ]        |
| 2023 | Premios BAFTA                 | Juego del año (voto del público)          | Nominado  | [ 80 ]        |
| 2023 | D.I.C.E. Awards               | Juego del año                             | Nominado  | [ 75 ]        |
| 2023 | D.I.C.E. Awards               | Juego de aventuras del año                | Nominado  | [ 75 ]        |
| 2023 | D.I.C.E. Awards               | Logro extraordinario en dirección de arte | Nominado  | [ 75 ]        |
| 2023 | Game Developers Choice Awards | Mejor debut                               | Ganador   | [ 78 ] [ 79 ] |
| 2023 | Game Developers Choice Awards | Juego del año                             | Nominado  | [ 78 ] [ 79 ] |
| 2023 | Game Developers Choice Awards | Mejor audio                               | Nominado  | [ 78 ] [ 79 ] |
| 2023 | Game Developers Choice Awards | Mejor diseño                              | Nominado  | [ 78 ] [ 79 ] |
| 2023 | Game Developers Choice Awards | Premio a la innovación                    | Nominado  | [ 78 ] [ 79 ] |
| 2023 | Game Developers Choice Awards | Mejor arte visual                         | Nominado  | [ 78 ] [ 79 ] |
| 2023 | Game Developers Choice Awards | Mejor tecnología                          | Nominado  | [ 78 ] [ 79 ] |